# Rio Dipşa
O Rio Dipşa é um rio da Romênia, afluente do Lechinţa, localizado no distrito de Bistriţa-Năsăud.